# Gisaburo Sonobe
Gisaburo Sonobe (6. listopadu 1911 – 31. března 2024) byl japonský superstoletý muž.

## Život
Gisaburo Sonobe se narodil 6. listopadu 1911. Řadu let působil jako středoškolský učitel japonštiny a po odchodu do důchodu pracoval jako knihovník až do svých 80 let. Žil ve městě Tatejama. Byl posledním známým Japoncem narozeným za období Meidži.

### Dlouhověkost
Po smrti Šigeru Nakamury 15. listopadu 2022 se stal nejstarším žijícím mužem v Japonsku.